# چارلز دوراک
 چارلز دوراک (انگلیسی: Charles Dvorak؛ ۲۷ نوامبر ۱۸۷۸ – ۱۸ دسامبر ۱۹۶۹) یک ورزشکار اهل ایالات متحده آمریکا بود. 